# Colegio Mayor San Juan de Ribera
El Colegio Mayor San Juan de Ribera es una institución educativa privada de carácter benéfico fundada a principios del siglo XX. Emplazado en el antiguo castillo de Burjasot, este colegio mayor nació para albergar a jóvenes universitarios en un ambiente propicio para el estudio y su educación cristiana.
El San Juan de Ribera ofrece alojamiento gratuito a estudiantes de Grado, Licenciatura, Ingeniería Superior o magisterio. El número de colegiales oscila entre quince y veinte. Todos son becarios por oposición del Colegio. Se trata, por tanto, de una situación ideal para que se cree una familiaridad entre los estudiantes al mismo ritmo en que se potencia el trabajo y el estudio personal. A lo largo del curso se celebran conferencias y actividades culturales sobre ciencia y temas de actualidad social.
El Colegio se financia con los fondos aportados inicialmente por la fundadora, gestionados actualmente por un Patronato, y además con las aportaciones de antiguos colegiales y de la Universidad CEU Cardenal Herrera.

## Historia
El Colegio Mayor San Juan de Ribera de Burjasot nace de la voluntad de Dª Carolina Álvarez Ruiz quien decidió, en el año 1912, destinar sus bienes a una fundación que ofreciera la posibilidad de estudiar a jóvenes sin recursos económicos y con inquietud y capacidad para el trabajo intelectual. La fundadora se proponía también como objetivo fundamental de esta institución el que estos jóvenes recibieran una educación que les impulsara a vivir su trabajo como un servicio a la sociedad de acuerdo con la fe cristiana. El 29 de septiembre de 1916 ingresaron los diez primeros colegiales y comenzaron las actividades de esta institución, que iba a ser pionera y modelo para el movimiento de restauración de los colegios mayores en la España del siglo XX. 
Desde su fundación el Colegio se encuentra ubicado en el castillo de Burjasot. Se trata de un edificio de origen árabe. En 1401 Martín el Humano juró los fueros de Valencia en este edificio. En 1600 San Juan de Ribera, Arzobispo de Valencia y Patriarca de Antioquía, adquirió el castillo. A su muerte pasó a ser propiedad del Real Colegio de Corpus Christi hasta el año 1866, en que fue desamortizado por el estado. En 1894 fue adquirido por Dª Carolina Álvarez Ruiz, quien lo destinó a colegio mayor. El ala donde se sitúan las habitaciones es de construcción posterior y ha sido recientemente reformada. Este castillo es uno de los más importantes y mejor conservados de la comarca de la Huerta de Valencia y del área metropolitana de Valencia.

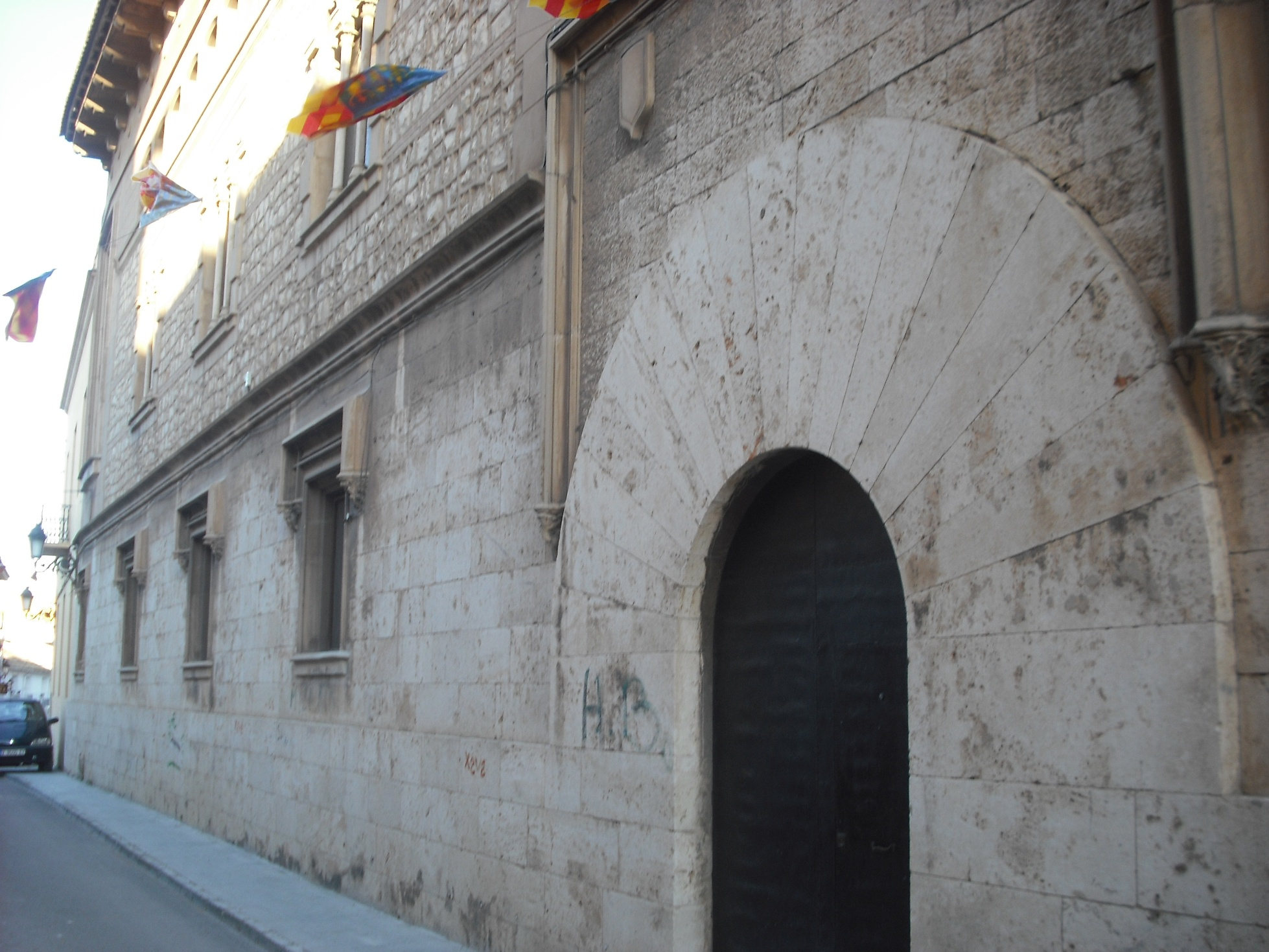

Actualmente el Colegio mantiene los mismos ideales que inspiraron su fundación: es una institución que pretende ofrecer una formación intelectual y cristiana y una ayuda material a jóvenes que deseen estudiar en cualquier centro universitario de Valencia. El Colegio está regido por un patronato cuyo presidente es el arzobispo de Valencia. El director es un sacerdote nombrado por el patronato. Por este cargo han pasado hombres como Antonio Rodilla o Juan Hervás y Benet, más tarde obispo.
El Colegio ha querido prestar desde su fundación un servicio a la sociedad: en él se han formado profesores universitarios, artistas, médicos, investigadores, juristas, políticos etc. que, en palabras de un antiguo colegial, "han intentado mostrar cómo se puede ser cristiano y persona eficaz en el seno de la contradictoria situación del mundo en que nos ha tocado vivir".

## Colegiales Ilustres
Han formado parte de esta institución en su día:
- Juan José López Ibor, psiquiatra
- José Corts Grau, jurista, rector de la Universidad de Valencia
- Beato José María Corbín Ferrer, mártir
- Pedro Laín Entralgo, intelectual, premio Príncipe de Asturias (1989)
- Rafael Calvo Serer, intelectual
- Alberto Sols García, bioquímico, premio Príncipe de Asturias (1981)
- José María López Piñero, historiador de la ciencia
- José Luis Villar Palasí, jurista, ministro de Educación y Ciencia
- Jaime García Añoveros, jurista, ministro de Hacienda
- Francisco Lozano, pintor
- José María Yturralde, pintor
- Eugenio Coronado, físico